# Fairfax Media
Fairfax Media Limited é uma das maiores empresas de mídia diversificada da Austrália. As operações do grupo incluem jornais, revistas, rádios e mídia digital que operam na Austrália e Nova Zelândia. A família Fairfax fundou a Fairfax Media como John Fairfax Holdings, mas perdeu o controle da empresa em dezembro de 1990. O presidente do grupo é Roger Corbett e o Chief Executive Officer é Brian McCarthy. Em maio de 2008, a Fairfax Media tinha uma capitalização de mercado de mais de US $ 5 bilhões.